# Касандър (брат на Антипатър)
Вижте пояснителната страница за други личности с името Касандър.
Касандър (на старогръцки: Κάσσανδρος, Cassander; * вер. в Палиура (Paliura), Древна Македония) е македонски благородник от IV век пр. Хр. от фамилията Антипатриди.
Той е син на македонския благородник Йолай (Iolaos) и брат на Антипатър (* 397; † 319 г. пр. Хр.), регент и военачалник на Древна Македония. Съвременик е на Аристотел.
Той се жени за гръко македонка и е баща на Антигона, която се омъжва за Магас и е майка на Береника I, която през 317 г. пр. Хр. става съпруга на Птолемей I Сотер (упр. 304 – 282 г. пр. Хр.) и царица от Династията на Птолемеите.
Той е чичо на известния македонски цар Касандър († 297 г. пр. Хр.).